# Dargeochaeta
Dargeochaeta is een geslacht van vlinders van de familie uilen (Noctuidae), uit de onderfamilie Amphipyrinae.

## Soorten
- D. bangeni Laporte, 1973
- D. elodiae Laporte, 1974
- D. turlini Laporte, 1975